# Breakfast
Breakfast er en eksperimentalfilm instrueret af Jenö Farkas efter manuskript af Jenö Farkas.

## Handling
Filmen forsøger at nyvurdere det filmiske sprogs muligheder gennem en 14-årig drengs tankeportræt. Han befinder sig i skæringspunktet mellem at være barn og voksen. En sindstilstand, hvor han sanseligt søger sin øjeblikkelige identitet. Filmen starter med en stillestående sommerstemning. Drengen sidder med en kvinde på husets terrasse og spiser morgenmad.